# الانتخابات الرئاسية الأرمنية 1998

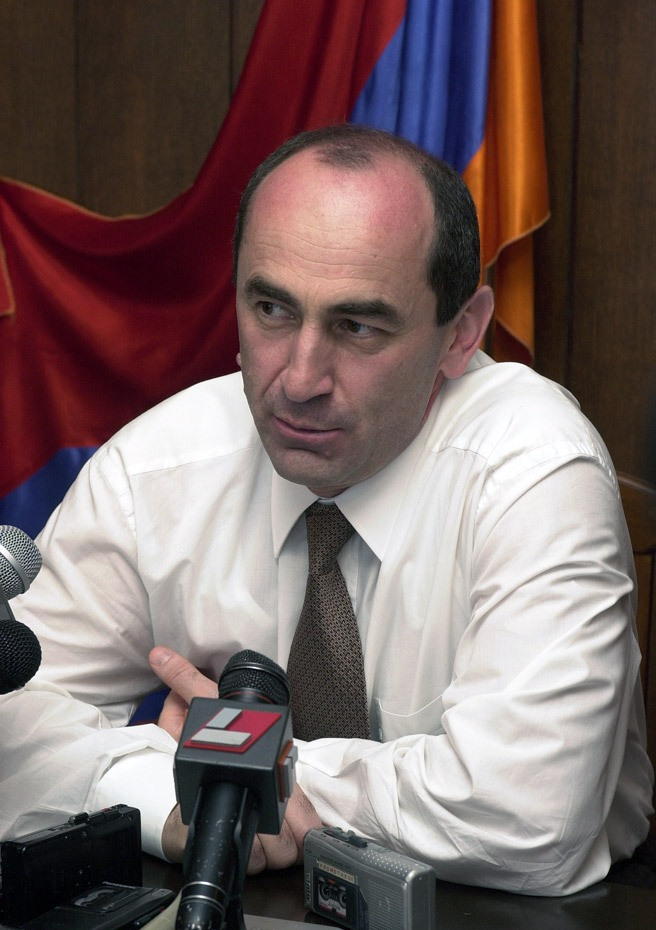
روبرت كوتشاريان.

أجريت الانتخابات الرئاسية في أرمينيا في جولتين كانت الأولى في يوم 16 مارس 1998، أما الجولة الثانية فكانت يوم 30 مارس 1998. كانت النتيجة انتصار المرشح المستقل روبرت كوتشاريان، الذي فاز 58.9٪ من الأصوات في الجولة الثانية. وكانت نسبة المشاركة 63.5٪ في الجولة الأولى، ونحو 68.1٪ في الجولة الثانية.